# Hocico
Hocico [oˈsiko] est un groupe mexicain de musique industrielle, originaire de Mexico. Formé en 1989, il est composé de Erk Aicrag au chant et de Racso Agroyam à la programmation. Le duo totalise une vingtaine d'albums et d'EP et s'est largement produit à l'international ; il a fait son entrée dans la compilation The Black Bible.
Hocico a développé un son particulier qui le fait considérer par les spécialistes du genre comme une des références du style aggrotech.

## Histoire

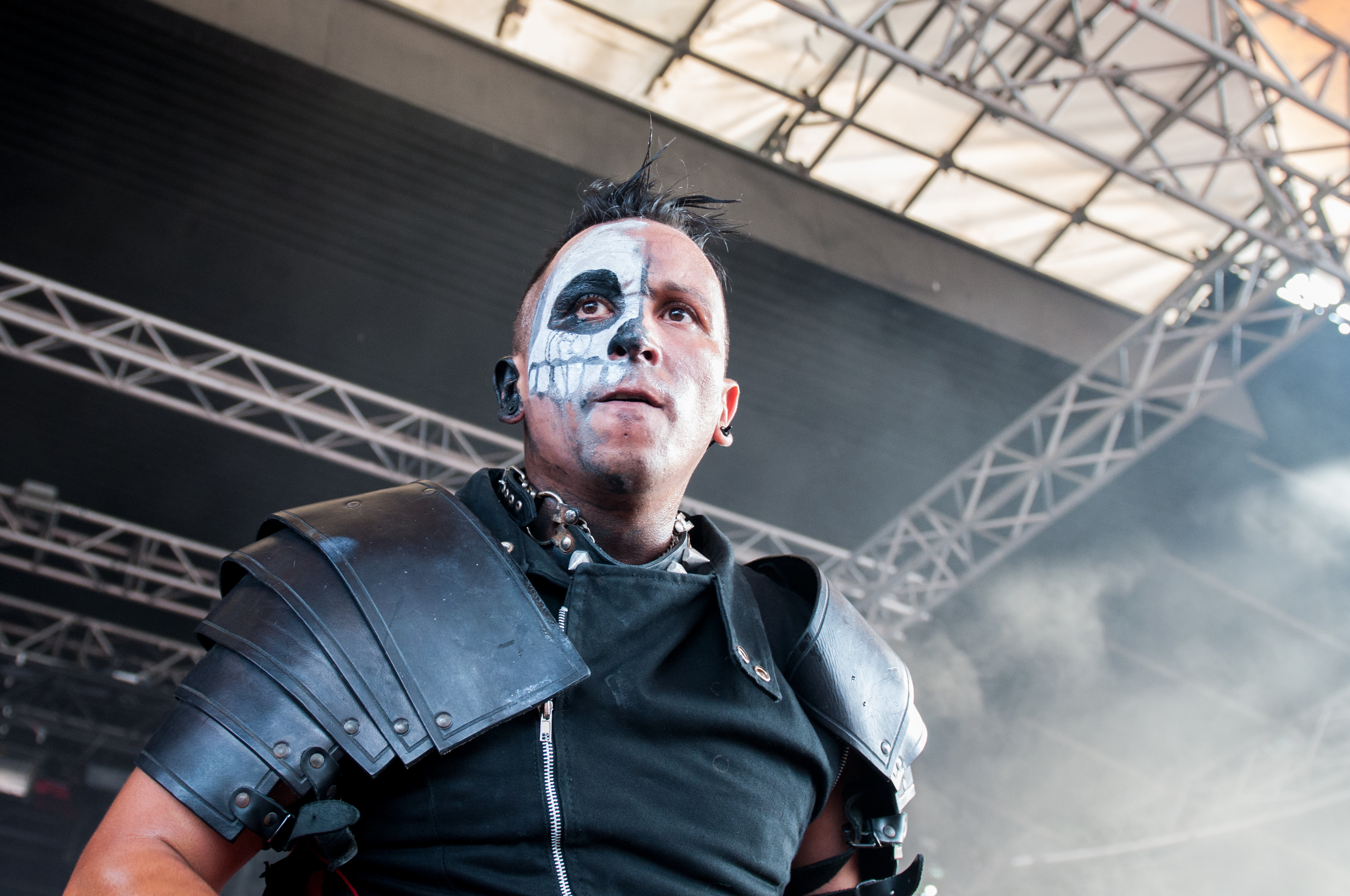
Erk Aicrag, 2014.

Adolescents, les deux cousins, Erik Garcia (Erk Aicrag) et Oscar Mayorga (Racso Agroyam) sont influencés par Skinny Puppy et des groupes du label Wax Trax. Ils se lancent, en 1989, dans un projet qu'ils nommeront Niñera Degenerada, un projet cependant peu abouti, avec les moyens du bord, un clavier portasound, une distorsion bricolée maison, et des instruments faits maison aussi : le projet est abandonné en 1992. Selon eux, ils ont à leurs débuts utilisé un magnétophone à la place du micro (qu'il n'avaient pas les moyens d'acheter) qu'ils branchaient ensuite à la sono.
C'est en 1992 qu'ils se lancent dans un nouveau concept. Hocico de Perro (« museau de chien » en espagnol) est né (le nom sera raccourci par la suite pour devenir Hocico). L'apparition au sein du duo d'instruments plus professionnels leur permet enfin de s'exprimer pleinement, ils sortiront une première cassette démo en 1994 (intitulée Misuse, abuse, and Accident, limitée à 30 exemplaires). S'ensuivent quelques petits concerts, le groupe, encore peu connu, commencera malgré tout, de concert en soirée, à se faire un nom et une réputation dans le petit monde de la musique underground. On note, en 1994, l'apparition d'un guitariste, qui, faute de pouvoir s'accorder avec la musique d'Hocico, ne restera pas plus d'un mois. La cassette démo Autoagresion persistente (1994) marque vraiment le début de la carrière du groupe. Les bases musicales sont jetées, on découvre alors une musique lourde, très sombre, mélodique, et électronique avec une voix qui s'inscrit d'ores et déjà dans la veine des grands noms de l'électro-industriel (Wumpscut, Suicide Commando).
Le duo commence par de petites tournées, visite quelques pays européens (les concerts auront de bons échos chez les fans d'EBM et d'électro-industriel) et sort, en 1995-96, une nouvelle démo Triste desprecio, aux accents à la fois new wave et thrash metal. Enfin, en 1997, c'est la consécration, avec la sortie de l'album Odio bajo el alma sur le label mexicain Opción Sónica et en Europe par Out of Line qui connaitra un succès notable. L'album, par sa composition et son originalité, est considéré par la presse spécialisée comme une étape majeure de la musique électronique au Mexique.
Poursuivant sur sa lancée, Hocico enchaine les productions et les concerts partout dans le monde, un projet parallèle lancé par Racso, Dulce Liquido voit même le jour en 2000, similaire à Hocico, à tendance bruitiste, plus lourde et agressive, avec un chant en espagnol, tandis qu'Hocico reste la plupart du temps anglophone. Erk décide de faire de même en lançant Rabia Sorda en 2003, similaire également à Hocico, bien qu'il soit un peu moins agressif et bruyant que celui-ci.
Pour les trente ans d'existence de la formation, Hocico entame en 2022 une tournée aux États-Unis et en Europe. Suit une autre tournée en 2023 avec un passage au festival M'era Luna. En novembre 2023, le groupe se produit au Hell and Heaven Metal Fest à Toluca, dans l'État de Mexico.
En 2024 paraissent chez Out of Line Records deux titres inédits, Fallen Paradise et A Symphony Of Rage, aux influences witch house. Suit en mars 2025 l'EP The Screen avec 4 titres, dont les paroles évoquent les comportements toxiques des trolls sur Internet.
En 2025, Hocico remixe le single Und die Engel singen de Till Lindemann dont la sortie est prévue pour le 8 août chez Out Of Line Music.

## Style musical et influences

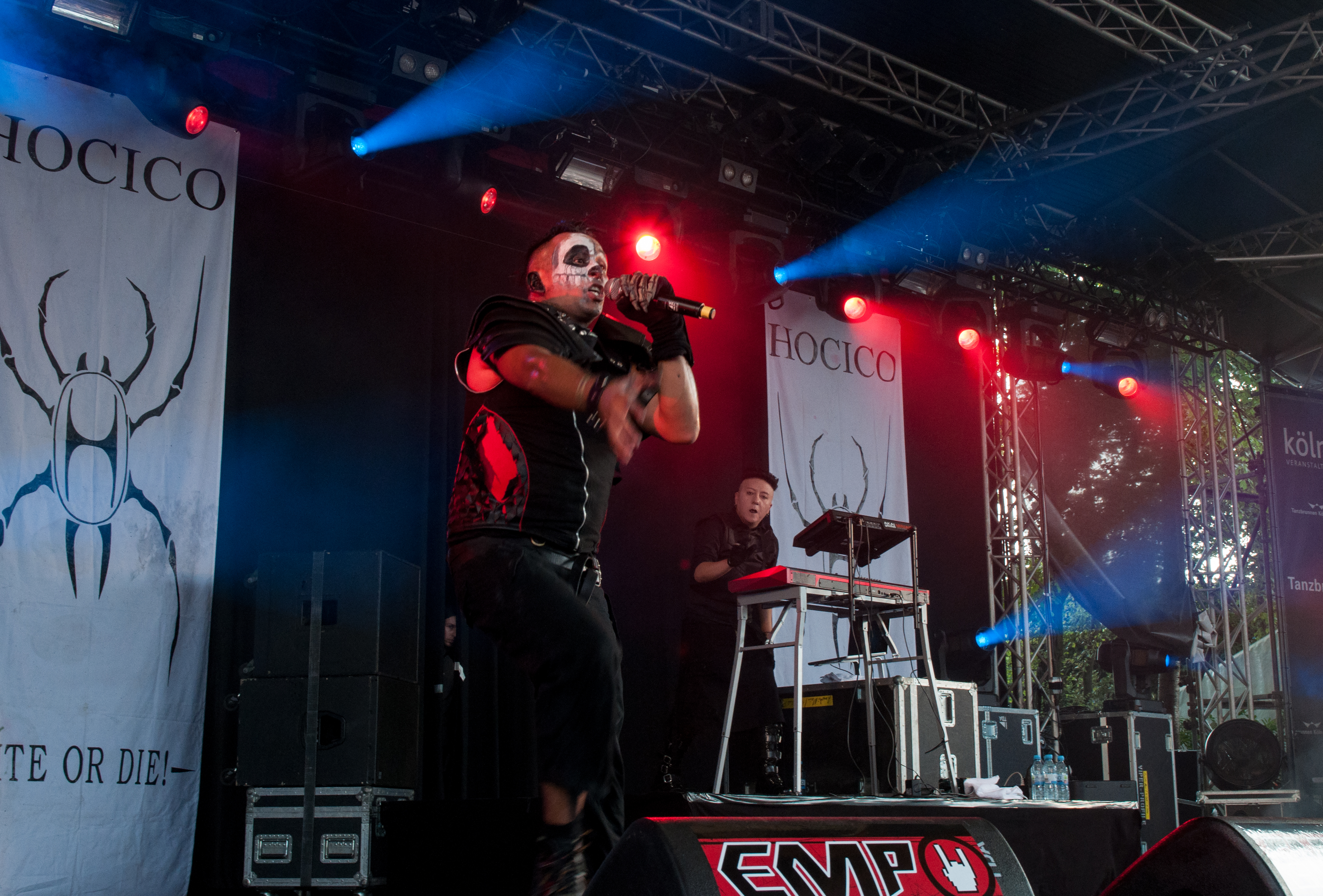
Amphi Festival 2014.

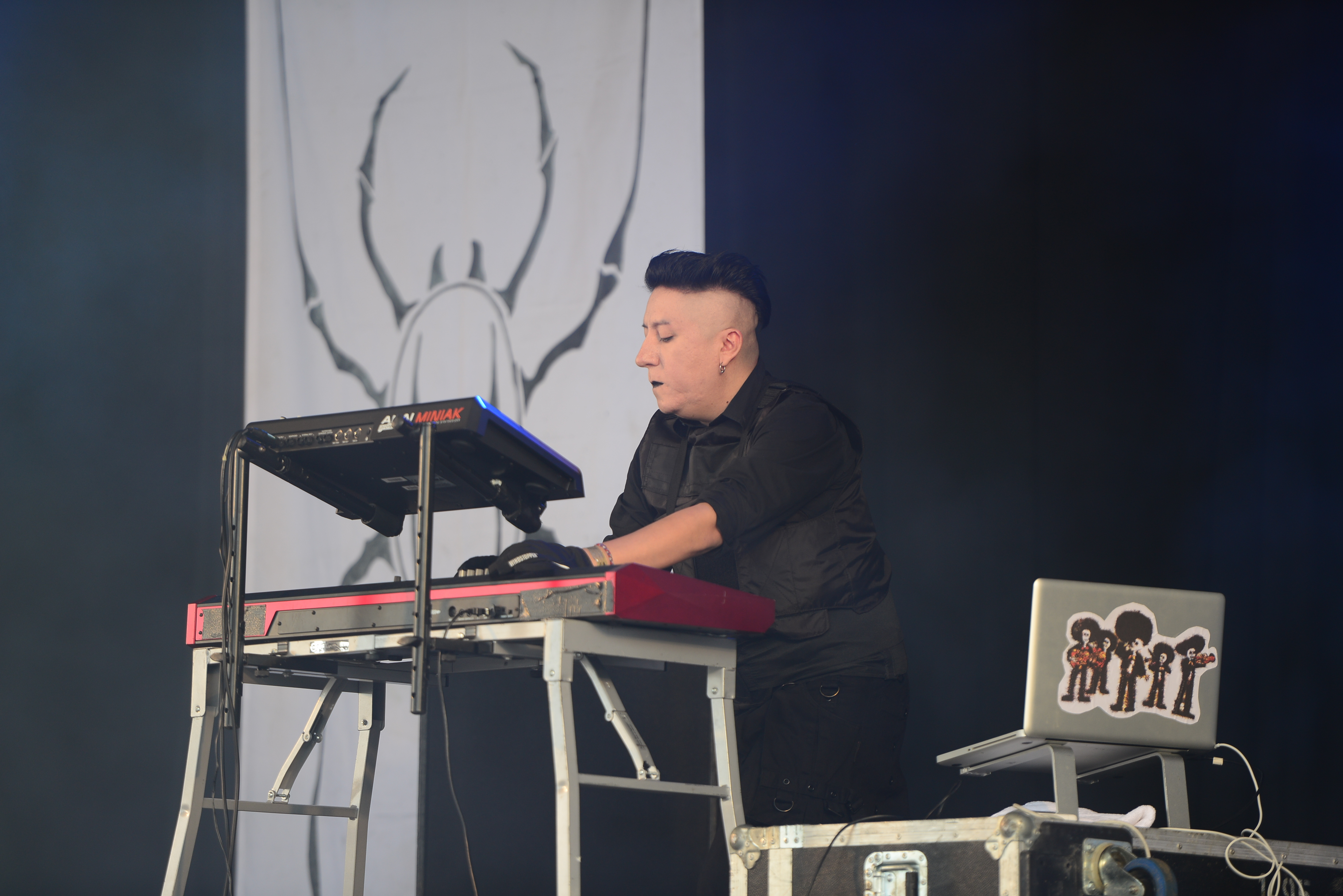
Racso Agroyam, 2014.

Le style musical du groupe est qualifié par la presse dans les catégories électro-industriel, dark electro, electro-metal industriel, aggrotech, et pop rock électronique. Leurs influences musicales incluent des groupes électroniques et industriels tels que Skinny Puppy, Leæther Strip, Pouppée Fabrikk, Ministry, Cat Rapes Dog et Depeche Mode, ainsi que des groupes punk comme Suicidal Tendencies et Dead Kennedys. Ils ont une affinité au heavy metal et, bien que généralement sur scène à côté d'autres groupes électro et industriels, ils se produisent dans des festivals de metal comme Force Metal Fest 2015 à Guadalajara avec Judas Priest et Overkill. Les textes de Hocico sont écrits en espagnol et en anglais. L'usage de l'anglais vise un public plus large, mais les chansons en espagnol maintiennent le lien avec leur public d'origine.
Si, depuis ses débuts sur la scène underground, le groupe explore constamment de nouveaux styles musicaux, le son de Hocico se caractérise dans son ensemble par une note « sombre et agressive », un ton cauchemardesque, des mélodies entraînantes et pleine d'énergie, et une critique sociale envers l'univers violent de la société de Mexico, et la nature humaine. Les musiciens attribuent cette agressivité à leur enfance et leur vie à Mexico. Dans une interview de 2003, ils déclarent : « Nous faisons face à beaucoup de violence. Parfois, vous vous promenez à Mexico, vous en voyez beaucoup. Il s'agit de l'endroit où nous vivons et des choses qui nous arrivent. Nous exploserions sans la musique. » La même démarche est présente vingt ans plus tard avec le single A Symphony Of Rage (2023) qui illustre la résistance face à la violence quotidienne des rues de Mexico.
Dans une interview de 2022, ils précisent qu'ils avaient à leurs débuts une attitude de rebelles défiant la société, qui s'est muée avec le temps en une « arme de résistance » contre l'injustice et de la violence, « pour faire réfléchir le public ».

## Membres
- Eric « Erk » Aicrag – chant
- Oscar « Racso » Agroyam – composition, claviers

## Discographie

### Albums studio
- 1997 : Odio Bajo El Alma
- 1999 : Sangre Hirviente
- 2002 : Signos de Aberración
- 2003 : Hate Never Dies: The Celebration (4 CD)
- 2004 : Wrack and Ruin
- 2008 : Memorias Atrás
- 2010 : Tiempos de Furia
- 2012 : El Ultimo Minuto
- 2013 : Los Dias Caminando en el Fuego (2 albums)
- 2015 : Ofensor
- 2017 : The Spell of the Spider
- 2019 : Artificial Extinction
- 2022 : HyperViolent

### EP
- 1998 : El día de la ira
- 1998 : Cursed Land
- 2000 : Aquí y ahora en el silencio
- 2002 : El día de la ira (réédition)
- 2002 : Silent Wrath (sur Signos de aberración) (édition limitée)
- 2003 : Disidencia Inquebrantable
- 2004 : Maldiciones para un mundo en decadencia (sur Wrack And Ruin) (édition limitée)
- 2006 : Scars (sur A traves de mundos que arden) (DVD, édition limitée)
- 2007 : About a Dead'
- 2008 : The Day the World Stopped (sur Memorias atrás édition digipack)
- 2020 : Obscured (avec BlutEngel)
- 2025 : The Screen (avec les titres Fallen Paradise, Twisted Promises and A Symphony of Rage)[12]

### Démos
- 1993 : Misuse, Abuse and Accident (K7)
- 1994 : Autoagresión persistente (K7, limitée à 200 exemplaires)
- 1996 : Triste desprecio (K7)

### Singles
- 2001 : Untold Blasphemies
- 2004 : Born to be Hated
- 2006 : Not Like You (Apestas! Version) (single promotionnel)
- 2007 : The Shape of Things to Come (édition limitée à 1 000 exemplaires)
- 2010 : Dog Eat (édition limitée)
- 2011 : Bite Me
- 2012 : Vile Whispers
- 2015 : In the Name of Violence
- 2015 : Forgotten Tears
- 2017 : I, Abomination
- 2017 : Spider Bites
- 2018 : Dark Sunday
- 2019 : Psychonaut
- 2019 : Cross the Line (avec Tragedy of Mine)
- 2021 : Lost World
- 2021 : Backstabbers
- 2023 : A Symphony of Rage[9]
- 2024 : Fallen Paradise (comprenant : Fallen Paradise, Twisted Promises et A Symphony of Rage)[11]

### Albums live
- 1998 : Los hijos del infierno
- 1999 : Tierra eléctrica
- 2005 : Blasphemies in the Holy Land (concert en Israël) (2 000 exemplaires seulement ; enregistré par Maor Appelbaum)
- 2008 : Tora! Tora! Tora!
- 2011 : Blood on the Red Square
- 2014 : Die Hölle Über Berlin
- 2018 : Blasphemies in the Holy Land Part 2 (Shalom from Hell Aviv)

### Vidéo single
- 2021 : Broken Empires[20]

### Vinyles
- 2004 : Born to Be (Hated)
- 2004 : Wrack and Ruin (double LP, 1 000 exemplaires)
- 2010 : Dog Eat Dog (666 exemplaires)

### DVD
- 2006 : A Traves De Mundos Que Arden
- 2011 : Blood On The Red Square
- 2014 : Die Hölle über Berlin

### Sous Dulce Liquido
- 2000 : Disolucion
- 2003 : Shock Therapy

### Sous Rabia Sorda

#### Albums studio
- 2006 : Métodos del caos
- 2009 : Noise Diary
- 2013 : Hotel Suicide
- 2014 : Animales Salvajes
- 2018 : The World Ends Today

#### Singles et EP
- 2006 : Save Me From My Curse
- 2009 : Radio Paranoia (limité à 1 000 exemplaires)
- 2012 : Eye M The Blacksheep
- 2016 : King of the Wasteland
- 2020 : Destruye